# Phoenix sylvestris
Phoenix sylvestris är en enhjärtbladig växtart som först beskrevs av Carl von Linné, och fick sitt nu gällande namn av William Roxburgh. Phoenix sylvestris ingår i släktet Phoenix och familjen Arecaceae. Inga underarter finns listade i Catalogue of Life.

## Bildgalleri

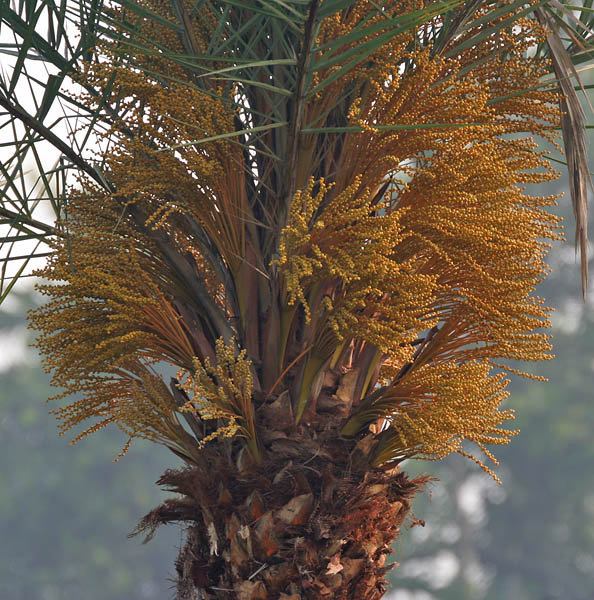
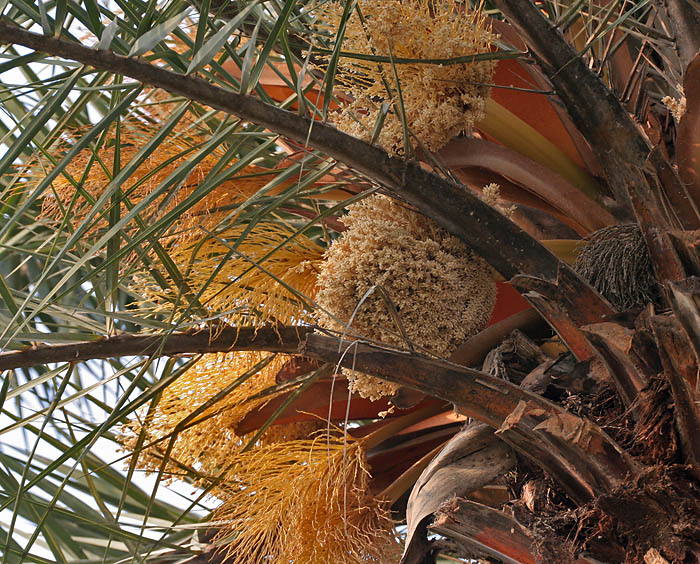
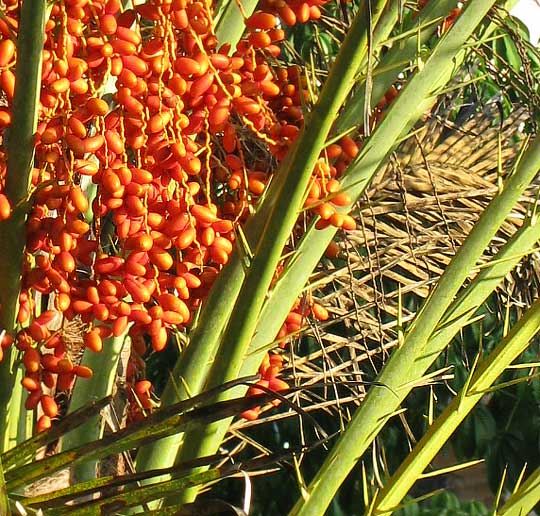
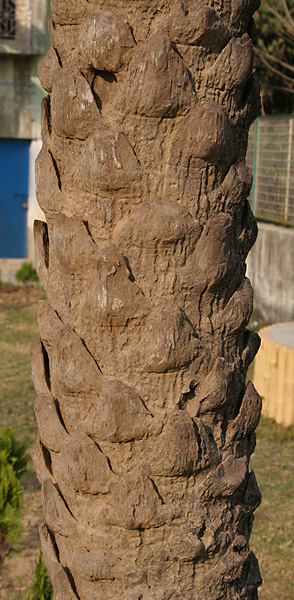
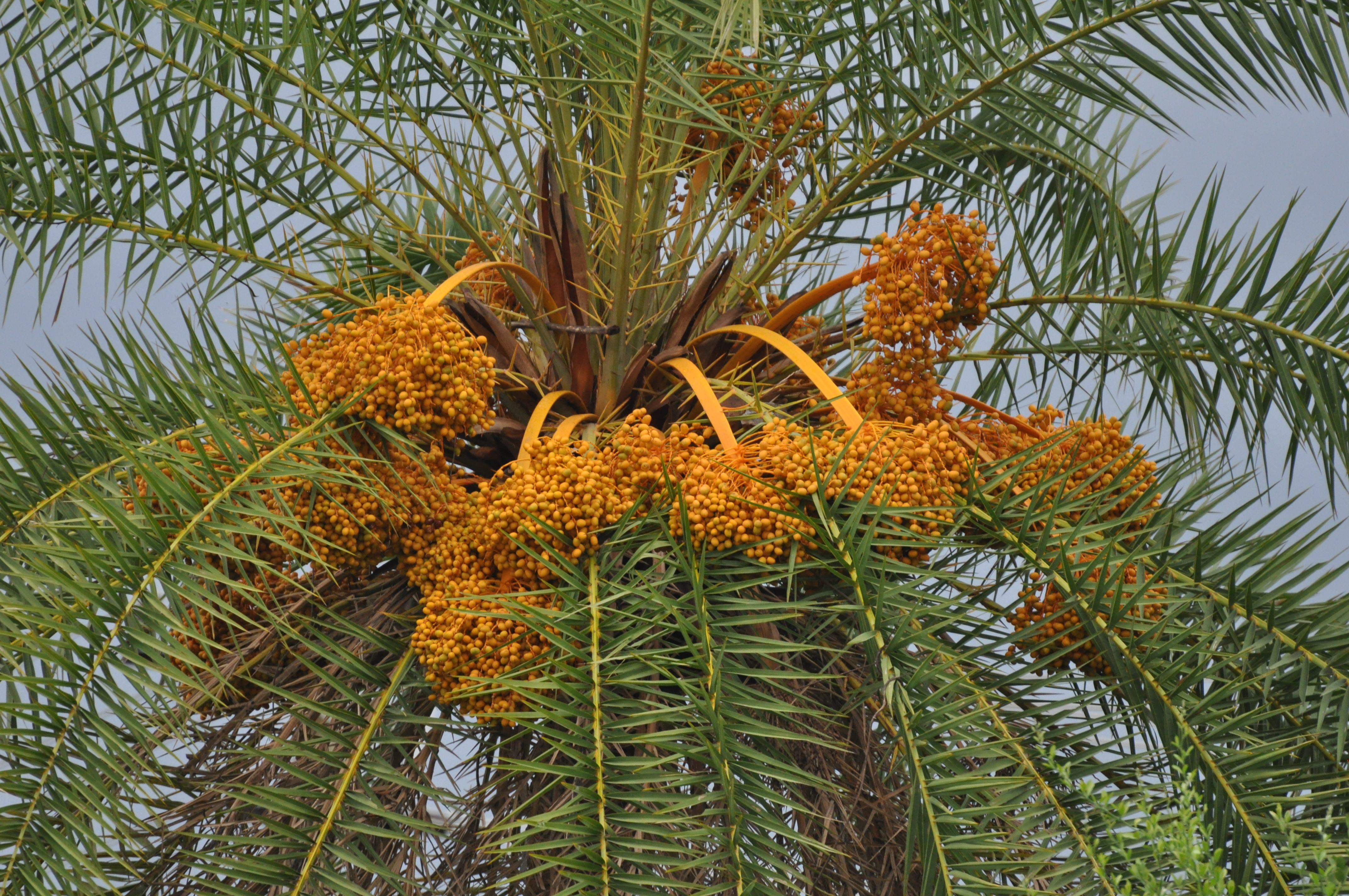